# (17083) 1999 JB4
A (17083) 1999 JB4 egy kisbolygó a Naprendszerben. A LINEAR projekt keretében fedezték fel 1999. május 10-én.